# Yuanjiang (Yiyang)
Koordinaten: 28° 51′ N, 112° 21′ O
Yuanjiang (沅江市,  Yuánjiāng Shì) ist eine chinesische kreisfreie Stadt der Provinz Hunan. Sie gehört zum Verwaltungsgebiet der bezirksfreien Stadt Yiyang. Sie hat eine Fläche von 2.020 km² und zählt 697.700 Einwohner (Stand: Ende 2018).

## Administrative Gliederung
Auf Gemeindeebene setzt sich die kreisfreie Stadt aus zwei Straßenvierteln, zwölf Großgemeinden und einer Gemeinde zusammen. 